# Toussaint Louverture

François-Dominique Toussaint Louverture

François-Dominique Toussaint Louverture  kiejtése (1743. május 20. – 1803. április 7.) felszabadított rabszolga, a haiti forradalom legkiemelkedőbb vezetője, majd ennek nyomán Saint-Domingue (Haiti akkori elnevezése) kormányzója.

## Származása, fiatalkora
Keveset tudunk Toussaint – akkor még Toussaint Bréda, annak az ültetvénynek a neve után, ahol született – életének korai, politikai és katonai szerepvállalását megelőző szakaszáról. A hagyomány szerint nagyapja, Gaou-Guinou afrikai, dahomeyi születésű volt, állítólag arada királyi családból származott. Miután Saint-Domingue-re, a francia gyarmatra hurcolták, apját, Hippolyte Gaou-t Bréda grófjának jószágigazgatója vette meg mint rabszolgát azon a birtokon, ahol azután Toussaint született. Gazdája, Baillon de Libertat viszonylag humánusan bánt vele. Bátorította, hogy írni-olvasni tanuljon, kocsisává fogadta, munkavezetővé tette. Toussaint kis termete és csúnyasága dacára hírnevet szerzett mint kiváló lovas és mint a füvek gyógyító hatását tudó ember. Egy Suzanne Simon-Baptiste nevű szabad asszonyt vett feleségül, akitől két gyermeke született: Isaac és Placide.
Toussaint-t 1776-ban szabadították fel, 33 éves korában. A gyarmati archívumok szerint ezután egy 15 hektáros kávéültetvényt vett bérbe az ahhoz tartozó tizenhárom rabszolgával együtt.

## Spanyolok szövetségese
A francia forradalomnak, a szabadság – egyenlőség – testvériség jelszavának komoly visszhangja volt a gyarmaton. A gazdag, kiváltságos fehérek függetlenséget akartak, a fehér kisemberek, utánuk pedig a mulattok és a szabad feketék is egyenlőséget követeltek.
1791 augusztusában az északi síkság rabszolgái fellázadtak a Bois-Caïman-i szertartást követően, ahol egy vudu ceremónia során fekete disznót áldoztak és a véréből ittak, hogy sérthetetlenekké váljanak. Toussaint Georges Biassou-nak, a rabszolgák parancsnokának szárnysegédje lett. A felkelők a sziget spanyol fennhatóság alatti részére menekültek, és a spanyolokkal szövetkeztek, hogy megdöntsék a rabszolgaságpárti franciák uralmát. Toussaint-t spanyol katonák avatták be a háború művészetébe. Egy háromezer fős csapat élén néhány hónapon belül több győzelmet is aratott. Ekkortól kezdték Louverture-nek nevezni (l'ouverture = 'nyílás', 'nyitány', 'kezdeményezés', utalhat harctéri merész húzásaira, de egy golyó által okozott foghíjára is). A spanyol királyi sereg generálisa lett.
1793. augusztus 29-én tette közzé proklamációját, melyben a feketék vezéreként mutatkozott be.

„Testvéreim és barátaim! 
Toussaint Louverture vagyok, lehet, hogy már eljutott hozzátok a hírnevem. Arra vállalkoztam, hogy fajtám nevében elégtételt vegyek. Azt akarom, hogy szabadság és egyenlőség uralkodjon Saint-Domingue-en. Azon vagyok, hogy ezeket megteremtsem. Testvéreim, egyesüljetek, és harcoljatok velem ugyanezért az ügyért. Együtt tépjük ki gyökerestül a rabszolgaság fáját!
Legalázatosabb és legengedelmesebb szolgátok, Toussaint Louverture, a király seregének generálisa, a közjó érdekében”

Gyorsan növekvő népszerűsége nyugtalanította elöljáróit, Jean-François-t (a forradalom egy másik rabszolga származású vezérét) és Biassou-t, akik összeesküvést szőttek ellene, sikertelenül. A spanyolok csekély érdeklődése, melyet ügye iránt tanúsítottak meggyőzte Toussaint-t arról, hogy ők valójában nem kívánják a rabszolgaság eltörlését.

## A Köztársaság generálisa
A Francia Köztársaság megbízottai, Léger-Félicité Sonthonax és Etienne Polverel éppen azért érkeztek 1792-ben Saint-Domingue-re, hogy a színesbőrűek jogait garantálják. A szigetet ekkor csaknem teljes egészében a brit haditengerészet és spanyol csapatok szállták meg, hozzájuk csatlakozott sok királypárti fehér ember is. 1793. augusztus 29-én, Toussaint proklamációjának napján Sonthonax egy dekrétumban felszabadította a rabszolgákat, hogy a forradalmi francia erőkhöz csatlakozhassanak. 1794. február 4-én (a Forradalom időszámítása szerint II. pluviôse 16-án) az Alkotmányozó Gyűlés ratifikálta ezt a határozatot, és eltörölte a rabszolgaságot a Francia Köztársaság összes területein.
A megbízottak Étienne Lavaux generális közvetítésével megkísérelték meggyőzni a spanyolokkal tartó Toussaint-t arról, hogy az ő oldalukra álljon, a Francia Köztársaság zászlaja alatt harcoljon tovább. Ez a hátraarc 1794. május 5-én meg is történt, a Toussaint parancsnoksága alatt lévő hadsereg – mely fekete és mulatt katonákból állt, de néhány fehér is volt közöttük – két hét alatt szembefordult volt spanyol szövetségeseivel, és egy évi harc után a sziget keleti partjáig szorította őket. A Konvent 1795-ben előléptetéssel ismerte el Toussaint teljesítményét, majd miután egy lázadás során Lavaux-t kimentette a mulattok kezei közül, az hálából kinevezte őt Saint-Domingue gyarmat általános helytartójává (Lieutenant Général de la colonie de Saint-Domingue).

## A teljhatalom felé
Tehetsége, intelligenciája nem csak a csatatereken mutatkozott meg. Bármerre járt, a rabszolgák egyenjogúságát terjesztette, erősítette meg. Gondot fordított a harcok miatt elhagyott ültetvények újraindítására is. Visszahívta az ültetvényeseket, még azokat is, akik a Köztársaság ellen harcoltak, e téren a francia hatóságokkal is szembeszegülve.
A britek elleni harc nehezebbnek bizonyult, mint a spanyolok legyőzése. Toussaint képtelen volt őket kiűzni a sziget északi és nyugati részeiről. Délen André Rigaud mulatt generális tartotta sakkban a briteket, de legyőzni ő se tudta őket.
Sonthonax polgári megbízottként való visszatérése a szigetre 1796 májusában árnyékot vetett Toussaint hatalmi törekvéseire. Úgy próbált megszabadulni tőle és Lavaux-tól, hogy direktóriumi küldötteknek jelöltette őket, hogy visszaküldhesse mindkettőjüket Párizsba. Ez 1797 során sikerült is neki. Hogy az anyaország esetleges gyanakvását elaltassa, két fiát tanulni szintén Párizsba küldte.
A megbízottakkal együtt hadianyag is érkezett, ennek révén egy 51000 (ebből 3000 fehér) fős hadsereget tudott felfegyverezni. Újult erővel folytatta a britek elleni harcot, de döntő győzelmet nem tudott aratni, ennek ellenére a britek egyezkedni kényszerültek vele. A tárgyalásoktól távol tartotta Julien Raimond-t, az utolsó polgári megbízottat, és az 1798-ban érkezett Hédouville tábornokot is. 1798 augusztusában a britek feladták Saint-Domingue-et.
Hédouville-től végül úgy szabadult meg, hogy figyelmeztette az északi területek feketéit, hogy a tábornok le akarja őket fegyverezni. 1798 októberében emiatt lázadás tört ki, amely arra késztette Hédouville-t, hogy sietve elmeneküljön a szigetről sok fehérrel együtt. Már csak egyetlen riválisa maradt, Rigaud, a mulattok vezére. Toussaint-nek sikerült 1799-ben ellenségeskedést kiprovokálni, majd Jean-Jacques Dessalines és Henri Christophe segítségével egy évi harc után egy vérfürdő árán legyőznie.
Hogy a romokban heverő gazdaságot újra működésbe hozza, 1800. október 12-én bevezette a feketék számára a kényszermunkát az ültetvényeken. Ez elégedetlenséget váltott ki, északon lázadás tört ki, amely fehérek lemészárlásával is együttjárt. Néhány nap alatt Toussaint szétszórta a lázadókat, agyonlövette 13 vezetőjét, köztük saját unokaöccsét, Moïse generálist is. Hogy a fehéreket ügyének megnyerje, visszahívta a harcok elől elmenekülteket, és hivatalos vallássá tette a katolicizmust, hogy a feketék hagyományos vudu-vallását visszaszorítsa.
1801 januárjában meghódította a sziget spanyol fennhatóság alatti részét, május 9-én pedig autonomista alkotmányt proklamált, amely őt élethossziglan teljhatalommal ruházta fel.

## Bukása

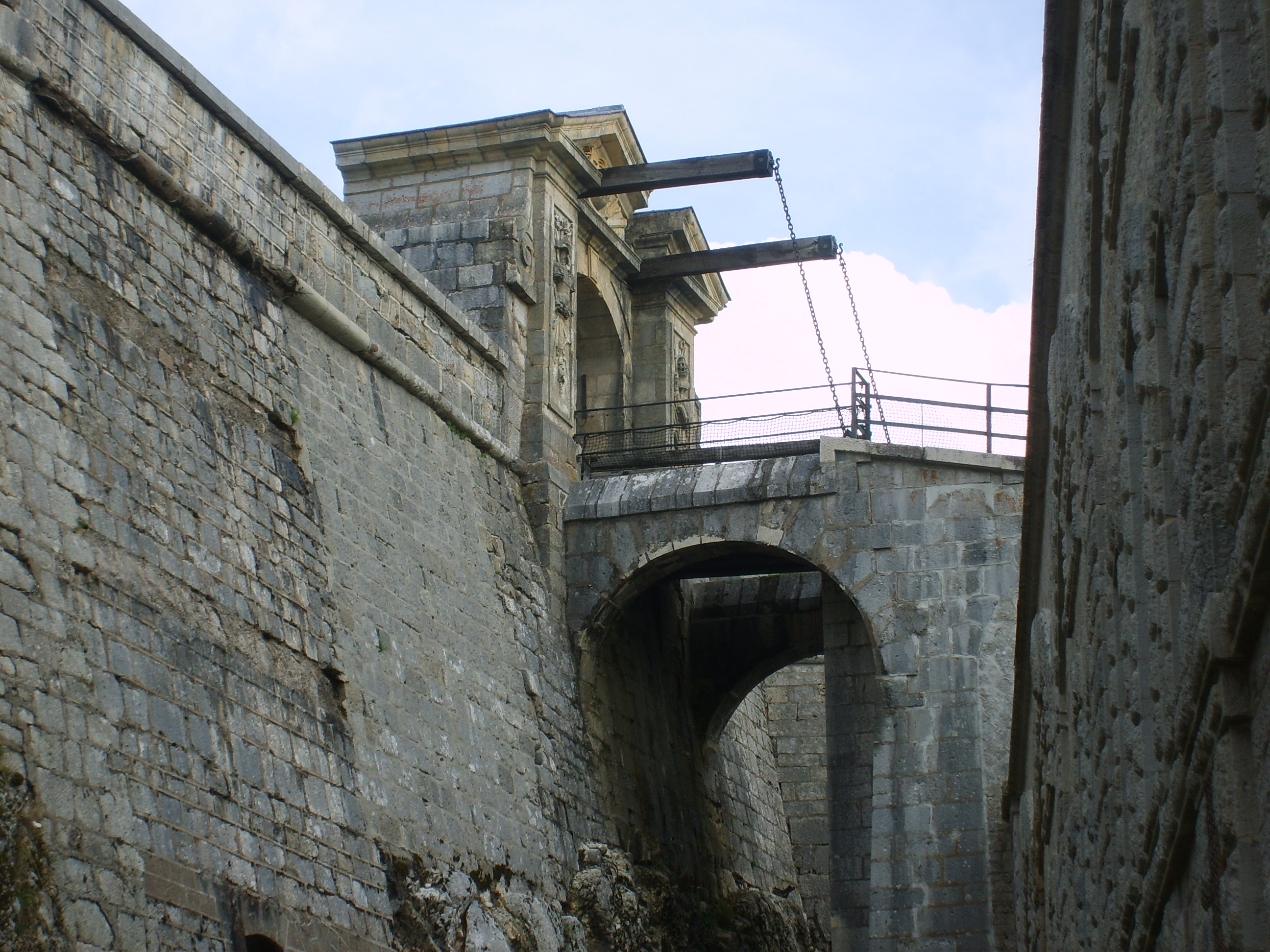
Fort de Joux bejárata

Bonaparte Napóleon, akinek hatalma Franciaországban egyre növekvőben volt, arra törekedett, hogy helyreállítsa a gyarmati ültetvényesek uralmát, hogy újra felvirágoztassa a nádcukor termelését. Sógora, Leclerc generális vezetése alatt 54 hajón 25000 fős expedíciós sereget küldött Saint-Domingue-re 1801 decemberében, hogy ezzel rászorítsa Toussaint-t az ültetvényes gazdálkodás újraindítására, ezzel a rabszolgaság félhivatalos visszaállítására.
A hajóhad 1802. január 29-én érkezett a szigetre, de Toussaint-nek esze ágában se volt abszolút hatalmáról önként lemondani. Rugalmasan visszavonult a francia sereg elől, amely csak felégetett városokat talált a nyomában. Leclerc Párizsból magával hozta Toussaint gyermekeit, akiket békülésképpen visszaküldött apjukhoz. Miután Leclerc legyőzte előbb Dessalines, majd Christophe csapatait, 1802. május 2-án Toussaint felajánlotta, hogy megadja magát azzal a feltétellel, hogy személyes szabadságát megtarthatja, csapatait pedig a francia seregbe integrálják.
A franciák kezdetben megengedték, hogy egy ültetvényre vonuljon vissza, június 7-én mégis csellel elfogták, hogy családjával együtt Franciaországba hurcolják. Állítólag ezekkel a szavakkal lépett a hajóra:
Fort de Joux erődjébe zárták, itt is halt meg 1803. április 7-én.
A franciáknak végül nem sikerült a rabszolgaságot visszaállítani Saint-Domingue-en. A Toussaint által megszervezett katonai erő (és a fehérek között pusztító sárgaláz) segítségével 1803-ban a Vertières-i csatában a feketék győzedelmeskedtek, új vezérük, Jean-Jacques Dessalines 1804. január 1-jén kikiáltotta az ország függetlenségét, és indián nevéről azt Haitinak nevezte el.
A francia kormány 1983. március 25-én adta át a Haiti kormánynak azt az urnát, amely Toussaint Louverture hamvait tartalmazza.